# Диорит
Диорит (енгл. Diorite, фр. Diorite, рус. Диорит) је интермедијарна магматска дубинска стена. 
Настаје кристализацијом базичнијих магми, у односу на оне из којих кристалишу сијенит и монцонит. Кристализација магме се врши у дубоким деловима Земљине коре.
Минерали који изграђују диорит су:
- интермедијарни плагиоклас: андезин или олигоклас,
- бојени минерал: хорнбленда, аугит, биотит, хиперстен,
- споредни минерали: апатит, магнетит, сфен.

Структура диорита је зрнаста, а ретко може бити и порфироидна. Текстура је масивна.